# Imperio colonial italiano
El Imperio colonial italiano, o simplemente Imperio italiano, fue la expresión que se acuñó tras la conquista de Etiopía (1936) y que abarcó las posesiones coloniales controladas por la Italia fascista en África y en el Egeo. A diferencia de las otras potencias europeas, Italia no estableció posesiones coloniales en Asia —si se excluye la concesión de la ciudad china de Tianjin— ni en América. El imperio tuvo su máxima expansión en los primeros meses de 1940.

## Proceso histórico

### Antecedentes
Apenas veinte años después de la Unificación de Italia (1861), los italianos empezaron a tratar de crearse un imperio colonial.
Cuando los egipcios se vieron obligados a retirarse del Cuerno de África en 1884, los diplomáticos italianos firmaron un acuerdo con el Reino Unido de Gran Bretaña e Irlanda para la ocupación del puerto de Massawa el cual, junto con Assab, formó las llamadas posesiones italianas en el Mar Rojo (desde 1890, denominados colonia Eritrea).
Para el gobierno de Crispi, la ciudad de Massawa se convirtió en el punto de partida para un proyecto que debía desembocar en el control de todo el Cuerno de África. En los inicios de los años 1880, esta zona era habitada por poblaciones etíopes, somalíes y otras más autónomas o sometidas formalmente a diversos estados: Egipto (por toda la costa del mar Rojo), algunos sultanatos (Harar, Obbia, Zanzíbar entre los más importantes), emiratos o protoestados tribales. Diferente es el caso de Etiopía, entonces regida por el Negus Neguesti (Rey de  Reyes) Juan IV de Etiopía, pero con la presencia de un segundo Negus (Rey) en los territorios del sur: Menelik II.
A través de la presencia de estudiosos y comerciantes italianos que frecuentaban la zona desde los años 1860, Italia buscó dividir a los dos Negus con el fin de penetrar, primero políticamente y luego militarmente, al interior del altiplano etíope. Entre los proyectos se encontraba la ocupación de la ciudad santa de Harar, la adquisición de Zeila por los británicos y la renta del puerto de Kismaayo, situado en la desembocadura del río Juba, en Somalia. Los tres proyectos no concluyeron positivamente, en particular la toma de la ciudad de Harar por parte de las fuerzas etíopes de Menelik impidió la ejecución de una operación similar por parte de las fuerzas italianas.
En 1889, Italia realiza con una serie de acuerdos por medio del cónsul italiano de Adén con los respectivos Sultanes, los protectorados sobre el Sultanato de Obbia y sobre el de Migiurtina. En 1892, el sultán de Zanzíbar concedió en arrendamiento los puertos del Benadir (entre los que estaban Mogadiscio y Brava) a la sociedad mercantil Filonardi. El Benadir, aunque estaba administrado por una sociedad privada, fue explotado por el Reino de Italia como base de partida para las expediciones de exploración con dirección a las desembocaduras de los ríos Juba y Omo y para la asunción de un protectorado sobre la ciudad de Lugh.

### Inicio sin éxito

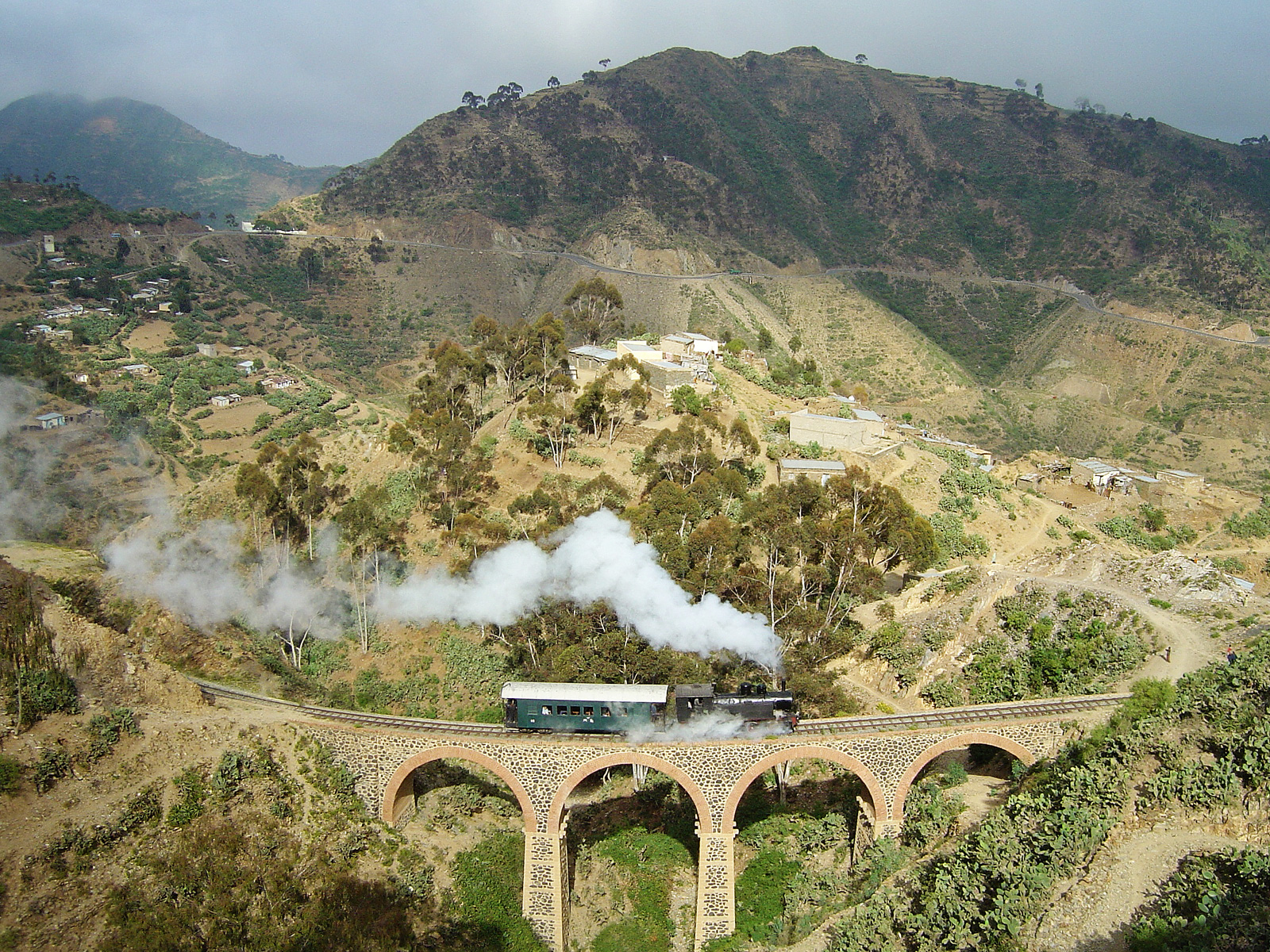
Ferrocarril de Eritrea construido por los italianos.

Poco después de la derrota y muerte del emperador Juan IV de Etiopía en una guerra contra los derviches sudaneses, el ejército italiano establecido en Massawa ocupó una parte del altiplano etíope, incluida la ciudad de Asmara, sobre la base de previos acuerdos ambiguos realizados con Menelik II el cual, con la muerte del rival, había logrado hacerse reconocer Negus Neguesti. Con el tratado que siguió, Menelik II aceptó la presencia de los italianos sobre el altiplano y reconoció utilizar a Italia como canal de comunicación de preferencia con los países europeos. Este reconocimiento fue interpretado por los italianos (y traducido del idioma amárico, por consiguiente) como la aceptación de un protectorado, y por cinco años sería fuente de discordias entre ambos países.
La política de progresiva conquista de Etiopía se concretó con la Primera Guerra Ítalo-Etíope y terminó en los hechos con la derrota de Adua el primero de marzo de 1896. Una de las peticiones italianas durante la redacción del Tratado de Versalles después de la Primera Guerra Mundial fue la de recibir la Somalia Francesa y el Somalilandia en cambio de la renuncia a la participación en la repartición de las colonias alemanas. Fue el último intento por parte del estado liberal de perseguir la política de penetración al Cuerno de África.

### El segundo intento: El Chad
El segundo intento de crear un Imperio Colonial se ponía como objetivo el control de una zona de territorio que fuese desde el mar Mediterráneo al golfo de Guinea. El proyecto no fue nunca explicitado públicamente, pero fue estratégicamente claro durante las negociaciones para el Tratado de Versalles y causó fricciones diplomáticas con Francia. Para realizar este proyecto, teniendo casi posesión formal sobre Libia, el cuerpo diplomático italiano pidió tener la colonia alemana de Camerún y buscó obtener, como compensación por su participación en la guerra mundial, el traspaso de Chad de Francia al Reino de Italia. El proyecto fracasó cuando Camerún fue asignado a Francia e Italia obtuvo solamente el Jubaland (la región que comprende el curso del río Juba al este y el límite con Kenia al oeste), además de una redefinición de los límites entre Libia y Chad.

### La conquista de Etiopía y el nacimiento del imperio

Mapa del Imperio colonial italiano.

El fascismo buscó sobre todo presentarse en manera diferente en los límites de Etiopía, intentó realizar un tratado amistoso con la gestión del regente Haile Selassie. Dicho acuerdo se concretó en 1928. En esta fase la colonia eritrea, bajo la administración del Gobernador Jacopo Gasparini intentó obtener un protectorado sobre Yemen y crear una base para un imperio colonial sobre la península árabe, pero Mussolini no quería enemistarse con el Reino Unido y detuvo el proyecto.
Poco después de la completa conquista de Libia, ocurrida a finales de los años 20, Benito Mussolini manifestó la intención de dar un Imperio a Italia y el único territorio que permanecía libre de injerencias extranjeras era Abisinia (Etiopía), que no obstante era miembro de la Sociedad de Naciones. El proyecto de invasión inició al día siguiente de la conclusión de los acuerdos sobre el tratado amistoso y concluyó con el ingreso del ejército italiano en Adís Abeba el 5 de mayo de 1936.

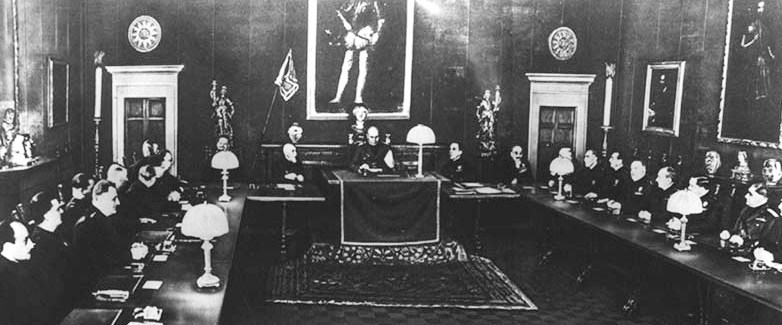
En el Palazzo Venezia (Roma), el Gran Consejo Fascista proclama el nacimiento del imperio.

Cuatro días después, fue proclamado el nacimiento del Imperio italiano y se llevó a cabo la coronación de Víctor Manuel III como Emperador de Etiopía.
Con la conquista de gran parte de Etiopía se procedió a una reestructuración de las colonias del Cuerno de África. Somalia, Eritrea y Abisinia se reunieron en el virreinato del África Oriental Italiana (AOI).
Muchas obras fueron hechas por los italianos en el AOI, especialmente viales (como la carretera entre Asmara, Addis Abeba y Mogadiscio). Inclusive se enviaron muchos miles de colonos italianos a desarrollar las áreas agrícolas.
El proyecto colonial concluyó con la ocupación británica de los territorios sujetos al dominio italiano en el AOI en 1941 (durante la Segunda Guerra Mundial).
En 1943 también Libia fue ocupada por los Aliados y en el Tratado de Paz de 1947 Italia perdió todas sus colonias (aunque le fue asignada la administración de Somalia hasta 1960).

## Posesiones coloniales italianas

### África

#### Abisinia
Abisinia (actualmente Etiopía de 1.127.127 km²) fue conquistada por las tropas italianas, comandadas por el General Pietro Badoglio después de la segunda guerra ítalo-etíope (1935–1936). La victoria fue anunciada el 9 de mayo de 1936, el Rey de Italia Víctor Manuel III asumió el título de Emperador de Etiopía, Mussolini el de Fundador del Imperio, y a Badoglio fue concedido el título de Duque de Adís Abeba. Con la conquista de Etiopía, las posesiones italianas en África oriental (Etiopía, Somalia y Eritrea italiana) fueron unificadas bajo el nombre de África Oriental Italiana (A.O.I.), y sometidos al gobierno de un Virrey.
Desde entonces inició el proyecto de Mussolini de enviar millones de campesinos italianos a Etiopía para transformar el territorio en un importante centro económico. Sin embargo, como miembro de la Sociedad de Naciones, Italia recibió la condena internacional por la ocupación de Etiopía. Abisinia dejó de ser italiana tras la derrota a manos de los británicos en 1941.

#### Eritrea italiana

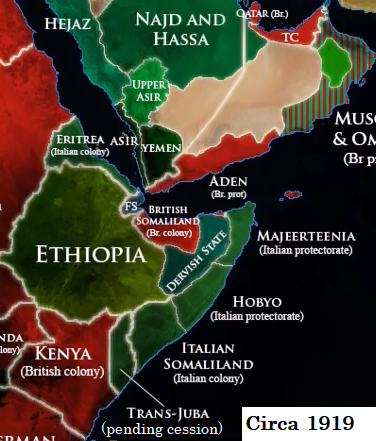

La Eritrea italiana, poseía 121.320 km² para 1936, fue establecida en paralelo a la penetración en Somalia, en 1889, y fue objeto de largos episodios sangrientos (Batalla de Dogali, Batalla de Adua) con la vecina Etiopía. Durante el fascismo, la colonia fue objeto de un ambicioso proyecto de modernización y de «occidentalización», y todavía hoy la capital, Asmara, presenta diversos edificios y monumentos como testimonios de la obra italiana. La colonia de Eritrea dejó de ser italiana en 1941.

#### Libia
La Libia italiana tuvo en su máxima extensión 1.759.840 km² (1938), y comenzó a constituirse en colonia —después de la breve guerra ítalo-turca contra el Imperio otomano en 1911— cuando Italia adquirió el control de Tripolitania y de Cirenaica, obteniendo el reconocimiento internacional después de los acuerdos del Tratado de Lausana.
Las miras italianas sobre Libia, fueron apoyadas por Francia, que veía con buenos ojos la ocupación de aquel territorio por su actitud antibritánica. Con el fascismo, a Libia se le atribuyó el apelativo de cuarta orilla, pero durante gran parte de los años 1920 estuvo sumida en una sangrienta pacificación (durante la cual se hizo uso de algunos gases asfixiantes y varias deportaciones en masa en Cirenaica).
En 1934, Tripolitania y Cirenaica fueron reunidas por el gobernador Italo Balbo para formar la colonia de Libia, nombre utilizado mil quinientos años antes por Diocleciano para designar esos territorios.
Balbo hizo prosperar a su colonia asentando muchos colonos italianos en villas y ciudades construidas para ellos. En 1940 había casi ciento veinte mil Italianos en Libia, o sea el 13 % del total de la población. Balbo creó nuevas pequeñas ciudades para el desarrollo agrícola del norte de Libia por parte de estos colonos italianos (y algunas también para los árabes locales).
Italia perdió el control sobre Libia cuando las fuerzas ítalo-alemanas se retiraron de Túnez en 1943. Después del final de la guerra, Libia fue devuelta al protectorado italiano brevemente, y obtuvo definitivamente su independencia en 1951.

#### Somalia
La Somalia italiana llegó a poseer 501.000 km² (702.000 km², 1936-1941), La primera colonia italiana fue establecida en el sur de Somalia entre 1889 y 1890, inicialmente como protectorado.
En junio de 1925 la esfera de influencia italiana se extendió a los territorios del Jubaland y las Islas Juba, hasta entonces parte de la Kenia inglesa, que fue cedida como recompensa por la entrada en guerra al lado de los Aliados durante la Primera Guerra Mundial.
Italia invadió y ocupó en 1940 la Somalia británica hasta 1941. Después de la invasión por parte de las tropas aliadas en la Segunda Guerra Mundial la Somalia Italiana fue restituida a Italia en administración fiduciaria. La colonia italiana cesó definitivamente en 1960.

### Asia

#### Tientsin (China)
En 1901, como a muchas otras potencias extranjeras, fue garantizada al Reino de Italia una concesión comercial en el área de la ciudad de Tientsin (actualmente Tianjin) en el Imperio chino. La concesión italiana, de 46 hectáreas, fue una de las menores concesiones concedidas por el Imperio chino a las potencias europeas. Después del fin de la Primera Guerra Mundial, la concesión austriaca en la misma ciudad fue absorbida por la italiana. Los términos de la concesión fueron rediscutidos y posteriormente fue suspendida después de un acuerdo entre la República Social Italiana y el gobierno filo-japonés de la República de Nankín en 1943. Después del armisticio del 8 de septiembre de 1943, la guarnición italiana en Tientsin combatió contra los japoneses, pero se vieron poco después obligados a rendirse y pagar con el cautiverio en Corea. La concesión de Tientsin, así como los cantones comerciales italianos en Shanghái, Hankow y Pekín, fueron formalmente suprimidos con el tratado de paz de 1947.

### Europa

#### Albania
El Reino de Albania, no obstante estuviese desde tiempo atrás bajo la influencia política italiana, fue ocupada militarmente en 1939. Con base en esta decisión, se realizó el intento de Mussolini de contrapesar la alianza con la cada vez más potente Alemania nazi de Hitler, después de la ocupación de Austria realizada en marzo de 1938 y de la ocupación nazi de Checoslovaquia culminada el 15 de marzo de 1939. La invasión de Albania, iniciada el 7 de abril del mismo 1939 fue completada en cinco días. El rey albanés Zog I se refugió en Londres.
El rey italiano Víctor Manuel III obtuvo la corona albanesa, y fue designado un gobierno fascista albanés dirigido por Shefqet Verlaci. Las fuerzas del pequeño ejército albanés fueron incorporadas al italiano.
La resistencia contra la ocupación italiana fue muy esporádica al inicio de la ocupación pero se hizo más violenta y organizada entre el 1942 y el 1943: en el verano de 1943 las mayor parte de las montañas del país estaban de hecho bajo el control directo de la resistencia albana dirigida por Enver Hoxha. En septiembre de 1943 después de la caída de Mussolini, el control italiano sobre Albania se desvanece y el mando político es asumido transitoriamente por los guerrilleros albaneses, que fueron luego repelidos pocas semanas después por tropas de la Alemania nazi que instauraron un régimen de ocupación hasta noviembre de 1944. Las fuerzas italianas quedaron apresadas o desarmadas, aunque algunas se unieron a la guerrilla albanesa antifascista.

#### El Dodecaneso
El Dodecaneso es ocupado por las fuerzas italianas después de la derrota del Imperio otomano en la Guerra italo-turca de 1912. Para el gobierno italiano, el control de Rodas y de parte del archipiélago, es considerado como un importante éxito para contrapesar la presencia británica en el Mediterráneo, el Dodecaneso Italiano poseía 2.688,33 km² para el año 1920.
Después de la victoria en la Primera Guerra Mundial, Italia comenzó a consolidar su presencia en el área: con el Tratado de Sèvres de 1919, mientras la totalidad de las islas del mar Egeo fueron atribuidas al Reino de Grecia, todas las islas del Dodecaneso permanecieron bajo la soberanía italiana, y más tarde, en 1923, con el Tratado de Lausana, fue reconocido internacionalmente la administración italiana sobre tales islas.
Con el mismo tratado de Sèvres se establecía el límite de la influencia italiana en la Anatolia Meridional, que se extiende de Konya hasta Alanya y que comprende el yacimiento carbonífero de Adalia. No obstante, en 1923 con la derrota de los griegos y el Tratado de Lausana, se estableció el retiro del contingente italiano.
En septiembre de 1943 después de la caída de Mussolini, el control de las islas es asumido por los soldados de la Wehrmacht, tras lo cual se suprime la administración italiana.

#### Montenegro
Durante la Segunda Guerra Mundial Montenegro, provincia del Reino de Yugoslavia, fue un territorio ocupado por el Reino de Italia, que anexó a su sector de Dalmacia el territorio de la bahía de Kotor (la veneciana Cattaro) hasta septiembre de 1943. Además se creó bajo auspicio italiano el Estado Independiente de Montenegro en junio de 1941, que fue restablecido como una monarquía constitucional con un trono vacío, después de que fue rechazado por el titular rey de Montenegro y un príncipe de la dinastía Romanov y declarado un protectorado italiano. Este estado fascista (que duró desde 1941 hasta 1944) fue teatro de una sangrienta guerra civil, especialmente cuando pasó a ser controlado por la Alemania nazi a finales de 1943.

## Idea de un Nuevo Imperio romano

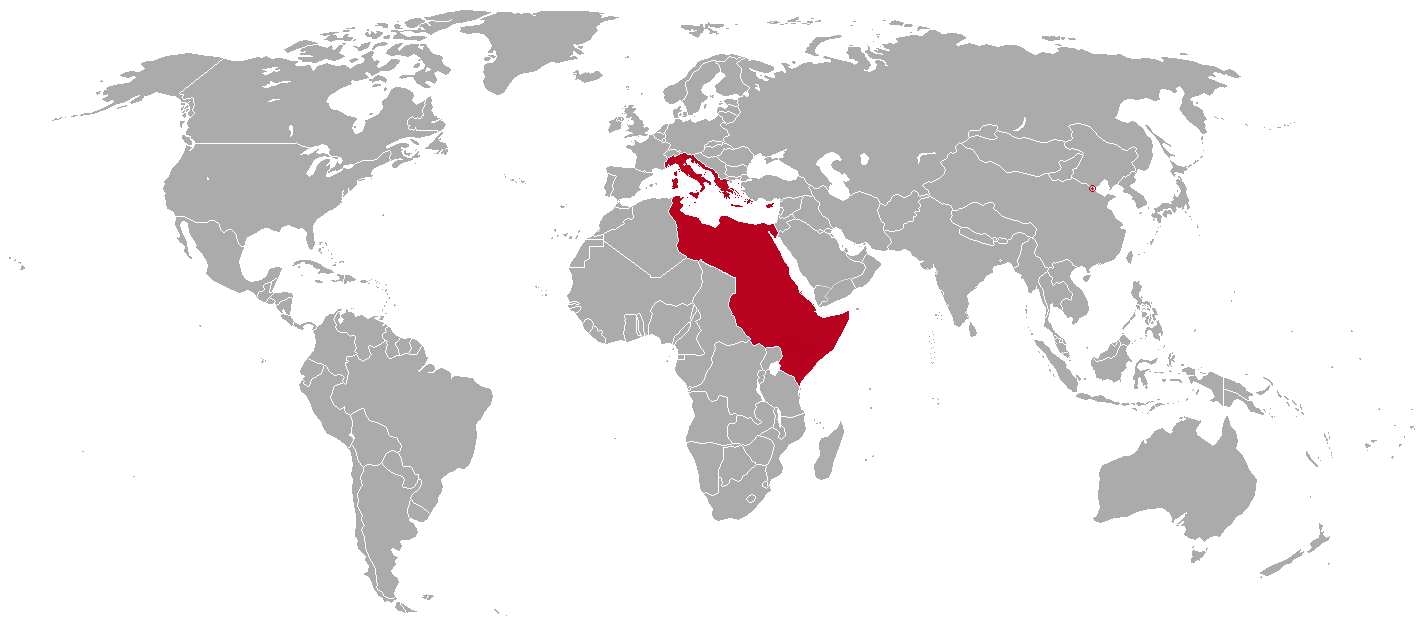
El Nuevo Imperio Romano soñado por Mussolini.

El Nuevo Imperio romano (Nuovo Impero Romano, Novum Imperium Romanum) era el nuevo estado creado por Mussolini para describir el Imperio colonial italiano, especialmente la conquista de Abisinia. El término fue concebido durante el máximo esplendor del nacionalismo italiano de la preguerra, y contenía referencias al Imperio romano:
- El mar Adriático fue llamado Mare Nostro (Mar Nuestro) después de que los italianos invadieran Albania y por consiguiente adquirieran casi en su totalidad el control sobre el Adriático. Es una referencia directa al nombre romano para el mar Mediterráneo, el cual era llamado Mare Nostrum cuando los romanos tenían completo control sobre éste.

- El nombre del régimen político italiano, Fascismo, venía de las fasces romanas, el símbolo del poder político.

- La capital del estado italiano era Roma, igual que en el período romano.

- El rey Víctor Manuel III fue coronado emperador de Etiopía.

### Gran Italia

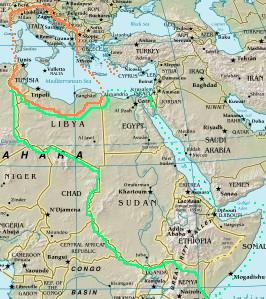
Mapa de la Gran Italia según el proyecto fascista de 1940 en caso de que Italia hubiera ganado la Segunda Guerra Mundial (la línea naranja delimita la "Italia metropolitana", la línea verde las fronteras del "Imperio italiano" ampliado).

Además Mussolini trató de realizar una ampliación del Reino de Italia durante la Segunda Guerra Mundial: su proyecto de una "Gran Italia" incluía territorios que iban desde los Alpes hasta el Sáhara (Túnez y norte de Libia).
En noviembre de 1942 Mussolini realizó momentáneamente este proyecto (ocupando también la parte adriática del Reino de Yugoslavia y casi todo el Reino de Grecia), pero a los diez meses todo se le derrumbó y en septiembre de 1943 el Reino de Italia firmó el Armisticio con los Aliados.

## Ambición imperial
Después de la ocupación, entre el 1940 y el 1941, de algunas zonas del Reino de Yugoslavia y de Somalilandia, por parte de las tropas italianas, el objetivo de Mussolini fue extender la presencia italiana desde Túnez hasta la Somalia francesa. Después de la caída de Francia y la ilusoria victoria sobre el Reino Unido, Mussolini y el ministro del Exterior Galeazzo Ciano iniciaron una serie de diálogos con los ámbitos civiles de Argelia, Reino de Egipto y Sudán, conversaciones que, de cualquier forma, vinieron a ser un obstáculo para el aliado alemán.

## Fin del imperio
El imperio colonial italiano es definitivamente disuelto a finales de 1943, cuando los italianos fueron expulsados del norte de África y del África oriental por las fuerzas británicas y de la Commonwealth. Las tropas italianas en Albania, en el Dodecaneso y en las otras islas griegas fueron retiradas a partir de septiembre de 1943, no sin cruentos episodios (Masacre de Cefalonia), después de la caída de Mussolini.
Formalmente, Italia fue privada de todas sus posesiones coloniales con el Tratado de París de 1947. En 1950 las Naciones Unidas reconocieron a Italia la administración fiduciaria de la Somalia italiana hasta 1960.

## Lista de territorios
- Eritrea italiana (1882-1936)
- Somalia italiana (1889-1936)
  - Jubalandia

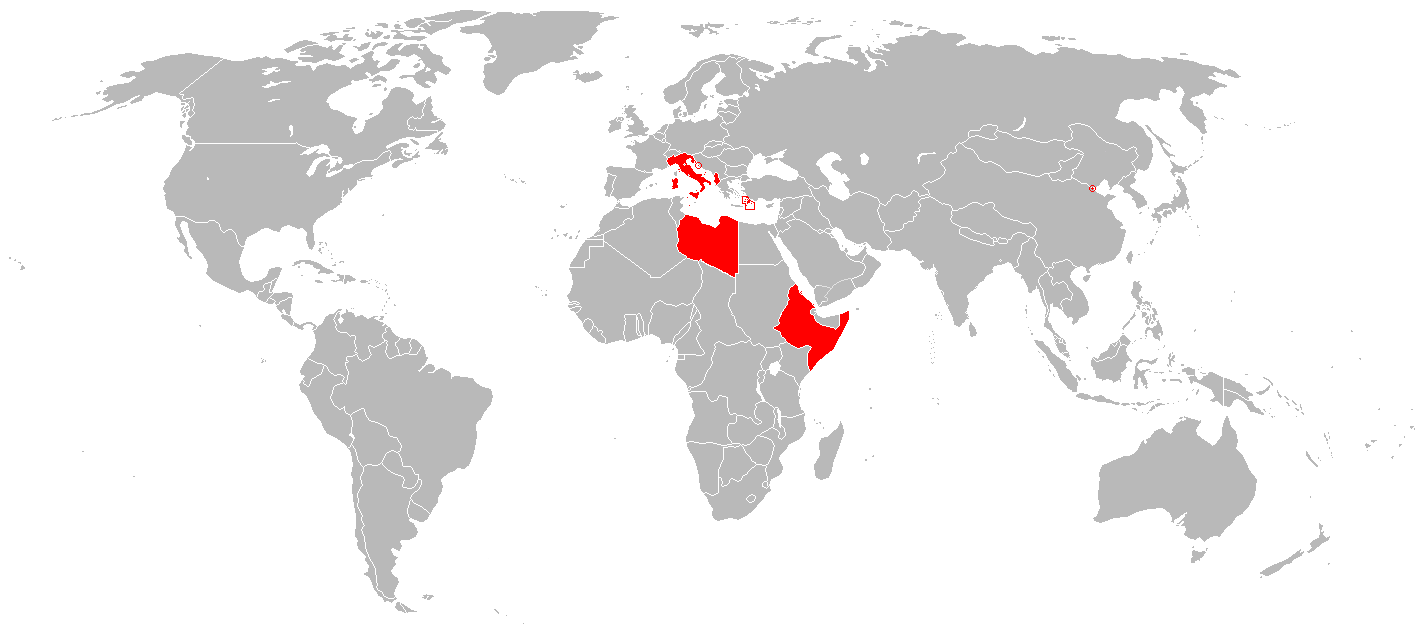
Mapa con todas las posesiones del Imperio italiano desde su establecimiento.

- Concesiones italianas en China (1901-1943)
  - Concesión italiana en Tientsin
- Dodecaneso italiano (1912-1947)
- Libia italiana (1911-1943)
- África Oriental Italiana (1936-1941)
- Albania italiana (1939-1943)
- Ocupación italiana de Francia (1940-1943)
- Ocupación italiana de Grecia (1941-1943)
- Gobernación de Dalmacia (1941-1943)
- Estado Independiente de Montenegro (1941-1943)
- Estado Independiente de Croacia (1941-1943)